# 2004 en philosophie
Chronologie de la philosophie
- 2000
- 2001
- 2002
- 2003
- 2004
- 2005
- 2006
- 2007
- 2008

L’année 2004 a été marquée, en philosophie, par les événements suivants :

## Publications
- The End of Faith, de Sam Harris.
- Pratique de la sagesse, de Tenzin Gyatso.
- Professeurs de désespoir, de Nancy Huston.
- Savoir pardonner, de Tenzin Gyatso et de Victor Chan.
- Une politique de la fragilité, de Fred Poché.

### Rééditions
- Marin Cureau de La Chambre : Le Système de l'âme (1664). Réédition : Fayard, Paris, 2004.

### Traductions
- Thomas Hobbes : Léviathan (1668, en latin) 
  - François Tricaud et Martine Pécharman, Léviathan, traduit du latin et annoté, Paris, Vrin & Dalloz, 2004, 560 p.
- Thomas More :  Poèmes anglais, trad. andré Crépin. Moreanaum 2004.